# هيروشي تاماكي
هيروشي تاماكي هو ممثل ومغنٍ وعارض أزياء ياباني. ولد يوم 14 يناير 1984 في مدينة ناغويا. بدأ بالتمثيل في سنة 1998. مثّل في فيلم واتربويس في سنة 2001. تنافس في برنامج الطبخ أيرون شيف في سنة 2011. بدأ مسيرته الغنائية في سنة 2004 وأنتج أربعة ألبومات.

## روابط خارجية
- هيروشي تاماكي على موقع IMDb (الإنجليزية)
- هيروشي تاماكي على موقع ألو سيني (الفرنسية)
- هيروشي تاماكي على موقع ميوزك برينز (الإنجليزية)
- هيروشي تاماكي على موقع أول موفي (الإنجليزية)
- هيروشي تاماكي على موقع قاعدة بيانات الفيلم (الإنجليزية)
- هيروشي تاماكي على موقع كينوبويسك (الروسية)
- هيروشي تاماكي على موقع ANN person (الإنجليزية)